# Реформатская церковь Замбии
Реформатская церковь Замбии (англ. The Reformed Church in Zambia) — это одна из крупнейших реформатских церквей в Замбии.

## История
В XIX веке Замбия, бывшая Северная Родезия, находилась под управлением британской короны. В 1924 году она стала британским протекторатом. С конца XIX века в Замбии реформатская церковь выросла из миссионерской работы Голландской реформатской церкви Оранжевого Свободного государства в Южной Африке.
Первые миссионеры работали в стране с 1898 года в среде народа нгони.
Первая община церкви была основана в Лусаке. Африканские евангелисты сыграли значительную роль в становлении церкви. Миссионеры Голландской реформатской церкви переезжали в Замбию, и церковь быстро расширялась.
В 1929 году был рукоположён первый африканский священник Хусто Мвале (Justo Mwale).
В 1943 году церковь была преобразована в «Африканскую реформатскую церковь», но руководство осталось в руках белых миссионеров. В конце 1950-х годов в Замбии существовало одиннадцать приходов, насчитывающих 3300 членов. Первый африканский модератор был избран в 1961 году. Полная автономия была предоставлена церкви в 1966 году, а два года спустя церковь сменила название на «Реформаторскую церковь в Замбии» (RCZ). Зависевшая от Южной Африки церковь оказалась в деликатной ситуации. В 1971 году модератор заявил: «Церковь — местная, хотя и возникла в Южной Африке; апартеид — не наше наследие». С 1982 года церковь распространила свою миссионерскую работу на Восточную провинцию, Луапула, Северную, Центральную и Северо-Западную Замбию. В 1989 году церковь пригрозила разорвать связи с Голландской реформатской церковью, если она не изменит своего отношения к апартеиду, и в 1991 году отношения были приостановлены.
Службы проходили на африкаанс, но английское богослужение было введено в начале 1990-х годов. На тот момент в церкви насчитывалось более 500 000 членов в 150 общинах, 102 преподобных и 39 евангелистов.
Официальными языками являются английский, ньянджа, чева, нгони, нсенга, чичева и чева.
К 2000 году реформатская церковь в Замбии охватывала все провинции Замбии.

## Современное состояние
Теологический колледж имени Хусто Мвале обучает пасторов различных церквей из разных стран. Есть два конференц-центра, один из которых раньше был центром обучения мирян, но с 2004 года превратился в конференц-центр. Второй — молодёжный центр, который также превратился в конференц-центр. Церковь управляет двумя больницами, четырьмя средними школами и одиннадцатью начальными школами. Штаб-квартира Синода переехала из Катете (Восточная провинция) в столицу Лусаку (Центральная провинция).

## Статистика
В 2021 году церковь насчитывает более 257 приходов, 180 священников, 38 евангелистов в 17 пресвитериях.

## Доктрина
Церковь исповедует следующие положения: Апостольский Символ веры, Афанасьевский Символ веры, Никейский Символ веры, Гейдельбергский катехизис, Дортские каноны и Бельгийское исповедание.

## Внешние сношения
Церковь является членом Всемирного сообщества реформатских церквей. С 1991 года церковь состоит членом Всемирного совета церквей. Глобальное служение протестантской церкви в Нидерландах поддерживает теологический колледж церкви.